# Antonio Aparici y Solanich
Antonio Aparici y Solanich fue un pintor español del siglo XIX.

## Biografía
Pintor valenciano, dedicado en especial al género de flores, habría tenido como profesor a Juan Peiró. En 1878 presentó a la reina Mercedes un lienzo de su mano, que habría sido muy elogiado. Concurrió con varios de sus trabajos a las exposiciones celebradas en Valencia por la sociedad El Iris en 1878, 1879 y 1880, en las que fue premiado con diferentes medallas. También concurrió a la Exposición Nacional de Madrid de 1884, donde alcanzó una medalla de tercera clase por su cuadro Recuerdo de Valencia, y a la de 1887 con el cuadro Una gruta.